# Qasr Ibrim
Qasr Ibrim är en fornlämning i Egypten. Den ligger i guvernementet Assuan, i den södra delen av landet, 800 km söder om huvudstaden Kairo. Qasr Ibrim ligger 179 meter över havet.
Terrängen runt Qasr Ibrim är platt. Trakten runt Qasr Ibrim är nära nog obefolkad, med mindre än två invånare per kvadratkilometer. Trakten runt Qasr Ibrim är ofruktbar med lite eller ingen växtlighet.